# Hölun
Hölun (mongolsko: Өэлүн) je bila Džingiskanova mati in prva žena njegovega očeta Jesugeja, poglavarja plemena Kijadov. 

## Mladost
Hölun je bila iz plemena Olhonudov. Kot dekle so jo zaročili z nekom iz plemena Merkitov, na poti v merkitski tabor pa jo je okrog leta 1153 ugrabil Džingiskanov oče in jo vzel za svojo prvo ženo. To je zanjo pomenilo poseben položaj, saj so lahko samo njeni otroci postali Jesugejevi zakoniti nasledniki.

## Vdovstvo
Po Jesugejevi smrti so Kijadi zapustili Hölun in njene otroke, med katerimi je bil tudi Temudžin, kasnejši Džingiskan. Bili so prepuščeni ostrim pogojem v mongolski stepi in skromni podpori sonarodnjakov. Mongolska legenda pravi, da je Hölun učila Temudžina in njegove brate naj bodo složni in si med seboj pomagajo, čeprav je Temudžin ubil svojega polbrata Bekterja v sporu zaradi lovskega plena. Hölun in otroci so preživeli samo zaradi njenega veščega nabiranja hrane, lova in ribolova. Oulen Ekh trdi, da je bila zaradi trdega življenja brez podpore v ostrih pogojih mongolske stepe zelo močna osebnost. 

## Življenje s Temudžinom
Hölun in žena Börte sta bili Džingiskanovi najbolj zaupni svetovalki. Hölun je poleg tega na Džingiskanov ukaz skrbela za vojne sirote, kar je bilo del njegove politike pridobivanja lojalnih podložnikov iz pokorjenih plemen.